# جراحة مجهرية
الجراحة المجهرية أو الجراحة الميكروسكوبية هي فرع حديث من فروع الجراحة ظهر في النصف الثاني من القرن العشرين وذلك عندما سمح التطور التقني بتطوير الميكروسكوب الجراحي والآلات والخيوط الجراحية بالغة الصغر. ومع تطور مجال الجراحة الميكروسكوبية صار من الممكن إجراء عمليات إعادة توصيل أو زراعة أو نقل أنسجة أو أجزاء كاملة من الأطراف.

## التاريخ

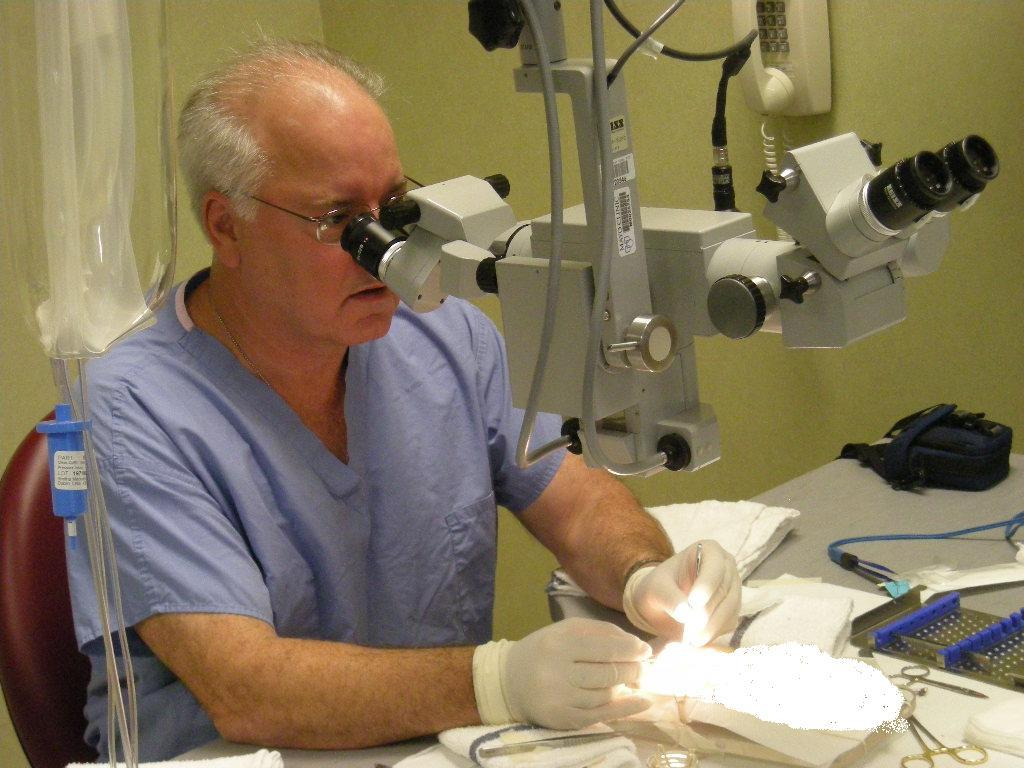

شهدت بدايات حقبة الستينيات من القرن العشرين قفزة كبيرة في التقنيات المستخدمة في الجراحة الميكروسكوبية؛ فقد أجريت سنة 1960 أول جراحة لتوصيل الأوعية الدموية باستخدام المجهر الجراحي على يد جراح الأوعية الدموية الأمريكي جول جاكوبسون (بالإنجليزية: Jules Jacobson)‏ الذي قام بتوصيل أوعية دموية يصل قطرها إلى 1.4 مم مستخدماً مجهراً جراحياً، وكان جاكوبسون ـ الذي كان يعمل بجامعة فيرمونت ـ هو أول من وضع مصطلح «جراحة ميكروسكوبية». ثم تلا ذلك قيام فريق من جراحي اليد بجامعة لويزفيل (بولاية كنتاكي) ـ برئاسة اثنين من رواد جراحة اليد هما هارولد كلاينرت (بالإنجليزية: Harold Kleinert)‏ ومورت كاسدان (بالإنجليزية: Mort Kasdan)‏ بإجراء جراحة لتوصيل الأوعية الدموية في إصبع مبتور جزئياً سنة 1963.
ثم نشر ناكاياما ـ جراح القلب والصدر الياباني ـ نتائج ما قام به من عمليات النقل الحر للأنسجة باستخدام تقنيات الجراحة الميكروسكوبية (بالإنجليزية: microsurgical free-tissue transfer)‏، والتي أجراها مستخدماً أجزاء من الأمعاء نقلها محتفظةً بأوعيتها الدموية لإعادة تشكيل المريء بعد استئصال الأورام السرطانية.
أما الجراحة الميكروسكوبية الترميمية الحديثة فقد كان رائدها هو جراح التجميل الأمريكي هاري بنكي، الذي قام بأول تجربة من نوعها سنة 1964 عندما أعاد توصيل أذن أرنب مقطوعة جراحياً، مستخدماً مرآباً (كراجاً) كمعمل وغرفة عمليات، وباستخدام آلات جراحية صنعها منزلياً. وكانت هذه التجربة هي أول عملية ناجحة تم فيها توصيل أوعية دموية قطرها 1 مم. وفي سنة 1966 استخدم بانك تقنيات الجراحة المجهرية لنقل إبهام قدم قرد إلى يده.
وقد توالت في أواخر الستينيات وبدايات السبعينيات من القرن الماضي الابتكارات التي أدخلها جراحو التجميل على الجراحة الميكروسكوبية، والتي كانت تعد فيما مضى ضرباً من المستحيلات، وأجريت في أبريل 1968 أول عملية لنقل إبهام القدم لاستبدال إبهام اليد في إنسان على يد الجراح الإنجليزي جون كوبيت، ثم شهدت أستراليا ـ على يد الدكتور جون تايلور ـ ظهور تقنية جديدة لترميم الفراغات الناجمة عن استئصال الأورام السرطانية في منطقتي منطقة الرأس والرقبة باستخدام عظم حي من الحوض أو الشظية.
ورغم أن ظهور الجراحة الميكروسكوبية وتطوراتها الأولى كانت على أيدي جراحي تجميل، إلا أن الجراحين الذين يعملون في عدة تخصصات أخرى يستخدمون اليوم تقنيات الجراحة الميكروسكوبية. فمثلاً يستخدم جراحو الأذن والأنف والحنجرة هذه التقنيات في جراحات الأذن الداخلية والأحبال الصوتية، ويستخدمها جراحو الوجه والفكين (وأيضاً جراحو الأذن والأنف والحنجرة) في ترميم الرأس والرقبة في مرضى السرطان بعد استئصال أورامهم. أما جراحو العيون فيستخدمون هذه التقنيات في جراحات السادّ (الكتاراكت) ونقل القرنية وعمليات الغلوكوما، بينما يستخدمها جراحو المسالك البولية وجراحو أمراض النساء في إعادة فتح الأوعية الناقلة (في الرجال) وقنوات فالوب (في النساء) لاستعادة الخصوبة بعد ربط القنوات أو استئصال القنوات.

## من المجالات التي استخدمت فيها الجراحة الميكروسكوبية
- إعادة توصيل الأصابع والأطراف المبتورة: وهو أول التطبيقات التي تم توظيف الجراحة الميكروسكوبية فيها بعد أن كانت إعادة توصيل الأطراف المبتورة يعد شيئاً من قبيل المعجزات.
- يمكن أيضاً استخدام الجراحة الميكروسكوبية في توصيل أعضاء أخرى مثل الأذن والأنف والأعضاء الذكرية.
- إعادة الإمداد الدموي revascularization لإنقاذ الطرف من البتر في حالات الإصابات الشديدة للطرف السفلي.
- إصلاح التشوهات التكوينية (العيوب الخلقية) لليد.
- علاج إصابات الضفيرة العضدية Brachial plexus.
- علاج أمراض الجهاز اللمفاوي الطرفي سواء ما كان منها مكتسباً أو خلقياً.